# Boing (Hiszpania)
Boing – hiszpański kanał telewizyjny adresowany do dzieci. Został uruchomiony w 2010 roku.